# La spada e la rosa
La spada e la rosa (The Sword and the Rose) è un film di ambientazione storica del 1953, tratto dal romanzo When Knighthood Was in Flower di Charles Major prodotto dalla Walt Disney Pictures e diretto dal regista Ken Annakin.

## Trama
Innamorata di Charles Brandon, Maria Tudor viene costretta per ragioni politiche al matrimonio con il re di Francia, Luigi XII. Cercando di sottrarsi all'imposizione di suo fratello, il re Enrico VIII, Maria fugge con Brandon, ma i due innamorati vengono catturati. La principessa, allora, cede alla volontà del re ma solo a condizione di poter scegliere un suo eventuale secondo marito. Luigi, anziano e malato, muore poco tempo dopo. Maria, allora, ricorda la sua promessa al fratello. Benché sia stata richiesta in moglie da Francesco I, Enrico decide di onorare il patto concordato con la sorella e benedice la coppia.

## Differenti versioni
Il romanzo di Charles Major, pubblicato nel 1898, venne adattato per lo schermo in differenti versioni:
- When Knighthood Was in Flower, regia di  Wallace McCutcheon (1908);
- When Knighthood Was in Flower, regia di Robert G. Vignola (1922);
- La spada e la rosa (When Knighthood was in Flower), regia di Ken Annakin.